# Joseph Achten
Joseph Maria Johann Nepomuck Achten (Graz, 1822 – Merano, 10 novembre 1867) è stato un pittore austriaco.

## Biografia
Si formò a Francoforte, Monaco di Baviera e Düsseldorf, per poi tornare a Graz. Essendo daltonico, praticò il disegno e si specializzò nella tecnica della grisaille, usata nella realizzazione di apprezzati ritratti e scene di genere.